# تشهوویتسه
تشهوویتسه (به چکی: Čehovice) یک منطقهٔ مسکونی در جمهوری چک است که در ناحیه پروستییوو واقع شده‌است. تشهوویتسه ۷٫۱۱ کیلومتر مربع مساحت و ۵۲۰ نفر جمعیت دارد و ۲۱۱ متر بالاتر از سطح دریا واقع شده‌است.